# Western Equatoria

Delstatens läge i Sydsudan.

Western Equatoria (arabiska: غرب الاستوائية, Gharb al-Istiwa'iyya) är en av Sydsudans 10 delstater. Befolkningen uppgick till 619 029 invånare vid folkräkningen 2008 på en yta av 79 343 kvadratkilometer. Den administrativa huvudorten är Yambio. Delstaten gränsar i söder mot Demokratiska republiken Kongo och Centralafrikanska republiken. 

## Administrativ indelning
Delstaten är indelad i tio län (county):
- Ezo
- Ibba
- Maridi
- Mundri East
- Mundri West
- Mvolo
- Nagero
- Nzara
- Tambura
- Yambio